# Nanogel
Nanogel es el término que se emplea para describir una mezcla de partículas nanoestructuradas o fibras de un gel, habitualmente compuesto por proteínas. Tienen la capacidad de atravesar las células.

## Aplicaciones
Los nanogeles no se deben confundir con los nanoaerogeles, que son aislantes térmicos extremadamente ligeros. 
los nanogeles de Polietilénglicol-polietilenimina (PEG-PEI) se han usado para suministrar componentes anticancerígenos a las células.
Un termómetro hecho de un nanogel altamente hidrofílico hace posible medir temperaturas intracelulares a intervalos menores de 0.5 °C. Las células absoben agua cuando se enfrían y expulsan el agua a medida que aumenta su temperatura. La cantidad relativa deagua enmascara o revela la fluorescencia del nanogel.
Un nanogel compuesto de moléculas proteicas en solución se puede utilizar para detener hemorragias, incluso complicadas. Las proteínas se autoensamblan a nanoescala en un gen biodegradable que puede detener la hemorragia en segundos.